# Teresa Harina Salado
Teresa Harina Salado (San Sebastián, 1921 - Vitoria-Gasteiz, 1 de marzo de 2017) fue una militante comunista, miembro de las JSU y posteriormente, dirigente del PCE de Euskadi, detenida y encarcelada durante el franquismo. Desde su exilio en Francia formó parte de la red solidaria con los presos del franquismo.

## Biografía
Nacida en el barrio donostiarra de Gros, Teresa Harina Salado se incorporó al trabajo clandestino de las Juventudes Socialistas Unificadas (JSU) en Guipúzcoa.
Fue detenida en 1943, junto a otra cuarentena de guipuzcoanos, entre ellos, Santiago Goñi, Ángeles Arruti y Jesús Carrera Olascoaga. Los detenidos fueron trasladados a Dirección General de Seguridad de Madrid, en la Puerta del Sol. Durante los tres meses que estuvo incomunicada, Teresa fue testigo de las torturas a Carrera. En 1944 se celebró el juicio en Alcalá de Henares y Harina Salado fue condenada a 30 años de cárcel, pena que tras un segundo juicio se rebajó a seis años y un día.
Posteriormente, fue trasladada a la Cárcel de mujeres de Ventas, más tarde a la de Amorebieta y, finalmente, a Segovia, desde donde fue liberada el 31 de diciembre de 1946.
Al ser liberada, y según su testimonio, la guipuzcoana se volvió a integrar en el PCE como parte de las JSU y más tarde, tras la caída de unos camaradas en 1948, pasó a integrar la dirección del PCE en Euskadi. Ese mismo año, después de formar parte de la organización de la huelga del 1 de mayo de 1947 fue perseguida por la policía junto a dos bergareses, Josuren Gabilondo 'Baxarte', miembro del batallón Loyola, quien más tarde sería  su compañero de vida, y Pedro García.  Aprovechando que en La Concha se celebran las regatas saltaron desde un barco de Ondárroa a un barco de San Juan de Luz, a través del cual consiguieron llegar a Francia.
En Grenoble formó parte de la red solidaria con los presos del franquismo y en los 70 apoyó las movilizaciones contra el Proceso de Burgos. Regresó de su exilio en 1998 y pasó a residir en Vitoria-Gasteiz, donde falleció en 2017.

## Premios y reconocimientos
- En 2008, el Ayuntamiento de Bergara y la asociación Intxorta 1937 homenajearon a Teresa Harina y Pedrotxo García.[3]
- En 2016, Teresa recibió el premio "Egiaren Iturria" (Fuente de la Verdad) de la mano de las asociación Intxorta 1937.[4]
- En 2017, la exposición Emeek emana, del fotógrafo Mauro Saravia, impulsada por la asociación memorialista Intxorta 1937 y patrocinada por la Diputación de Gipuzkoa, reconoció el trabajo de 63 mujeres represaliadas por el franquismo y destacó entre las elegidas a Teresa Harina Salado.[5][6]